# (21109) Sünkel
(21109) Sünkel ist ein Asteroid des Hauptgürtels, der am 4. September 1992 von den deutschen Astronomen Freimut Börngen und Lutz D. Schmadel am Observatorium der Thüringer Landessternwarte Tautenburg (IAU-Code 033) entdeckt wurde.
Der Asteroid ist nach dem österreichischen Geodäten Hans Sünkel (* 1948) benannt, der die TU Graz von Oktober 2003 bis Oktober 2011 als Rektor leitete.